# Nassau William Senior

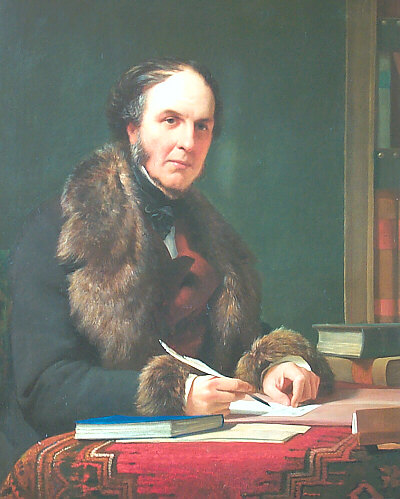
Nassau William Senior

Nassau William Senior (26 de setembro de 1790, Berkshire - 4 de junho de 1864) foi um economista da Inglaterra.
Economista da escola clássica, elaborou a Teoria da Abstinência, segundo a qual o capitalista, ao abster-se do consumo presente em prol do consumo futuro (ao deter-se do "uso improdutivo"), torna disponível fundos a terceiros (tomadores de empréstimos), tendo por isso o direito a ser remunerado através do pagamento de juros, como retribuição por essa sua abstinência. Esta "abstinência" funciona como um meio de produção indireto.
Criou os Postulados de Senior com o objetivo de definir o que é um economista clássico. Os postulados são:
1. Preferimos mais riqueza a menos riqueza. Preferimos obtê-la com menos esforço possível. (Esboço do princípio da racionalidade)
2. Felicidade e miséria dependem do crescimento relativo da população e do crescimentos dos meios de subsistência.
3. A capacidade produtiva aumenta através do adiamento do consumo.
4. Existem rendimentos decrescentes na agricultura para um dado nível de progresso técnico.